# Malacothrix (botanica)
 Malacothrix  DC., 1838 è un genere di piante angiosperme dicotiledoni della famiglia delle Asteraceae.

## Etimologia
Il nome del genere deriva da due parole greche: "malakos" (= morbido) e "thrix" (= capelli).
Il nome scientifico del genere è stato definito dal botanico Augustin Pyramus de Candolle (1778-1841) nella pubblicazione " Prodromus Systematis Naturalis Regni Vegetabilis." ( Prodr. [A. P. de Candolle] 7(1): 192) del 1838.

## Descrizione

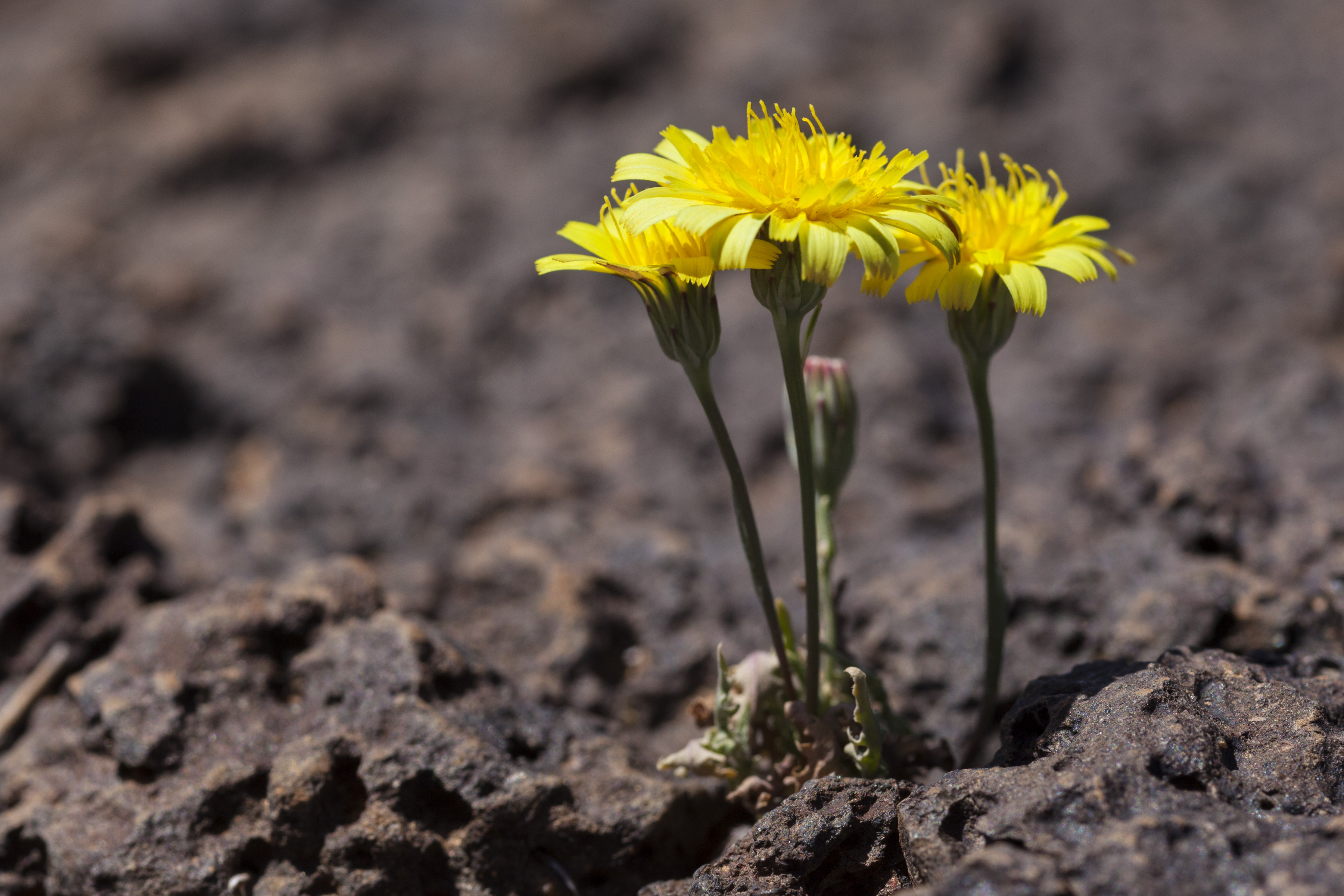
Il portamento
Malacothrix fendleri

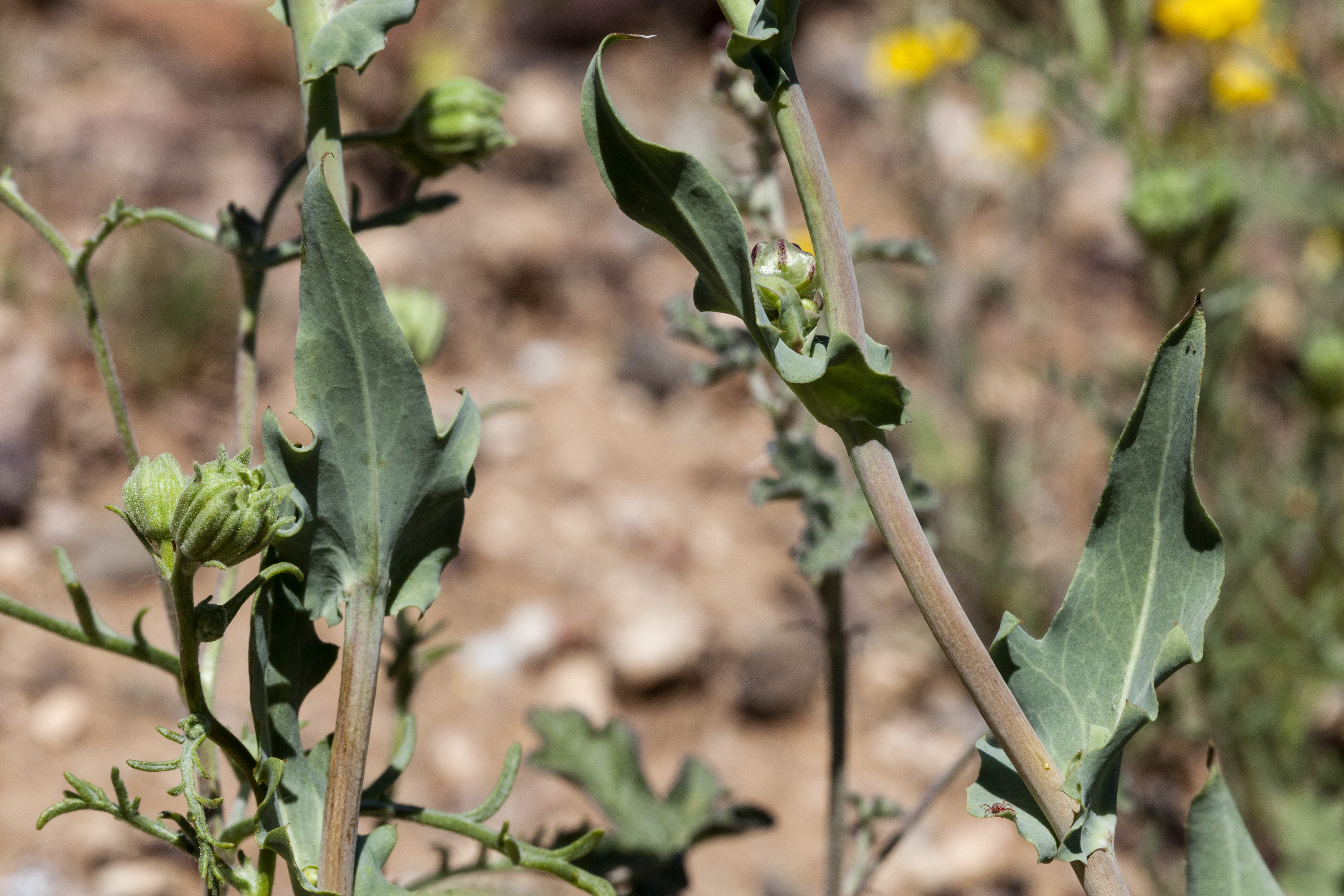
Le foglie
Malacothrix coulteri

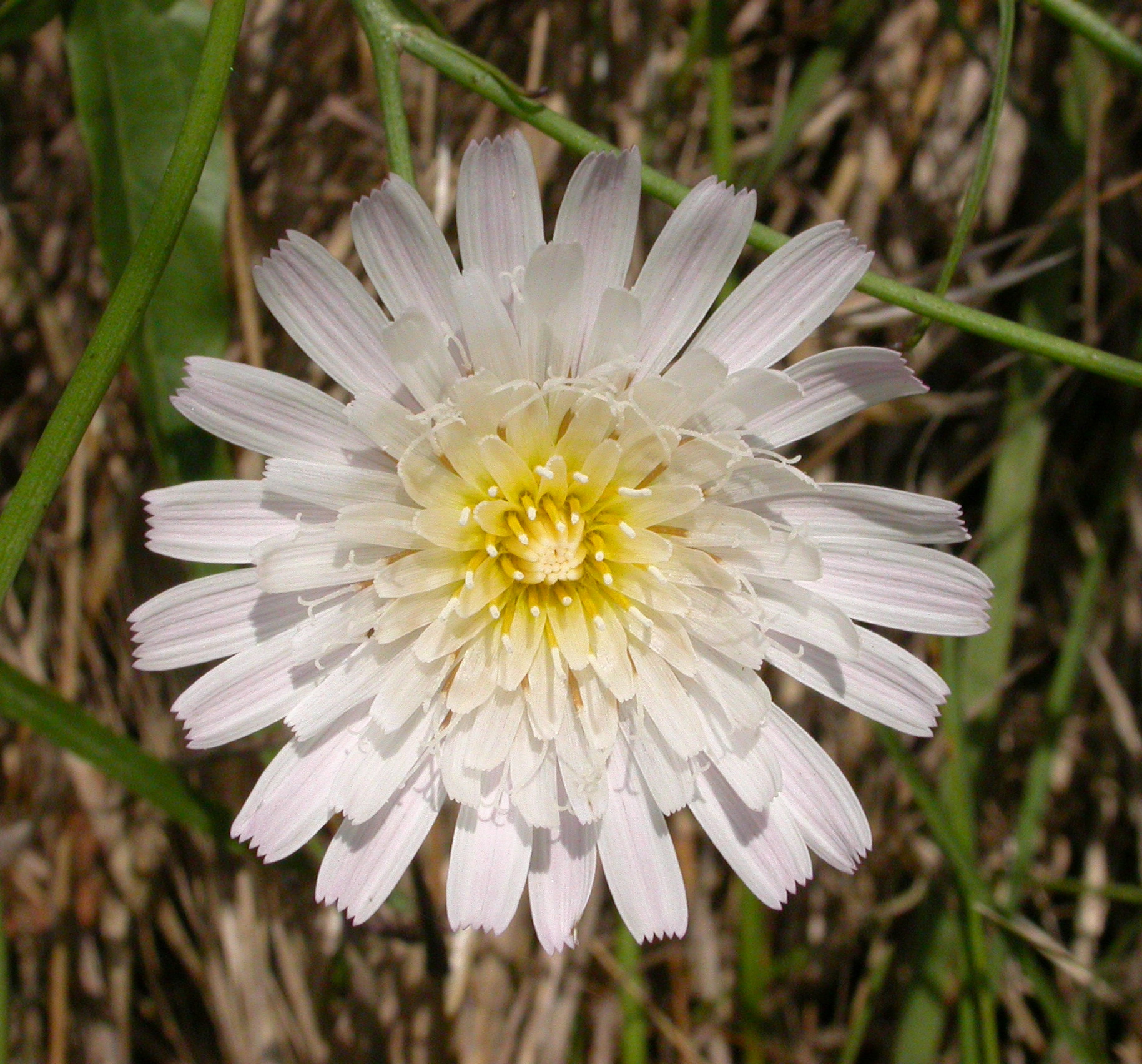
Infiorescenza
Malacothrix saxatilis 2003-05-19.jpg

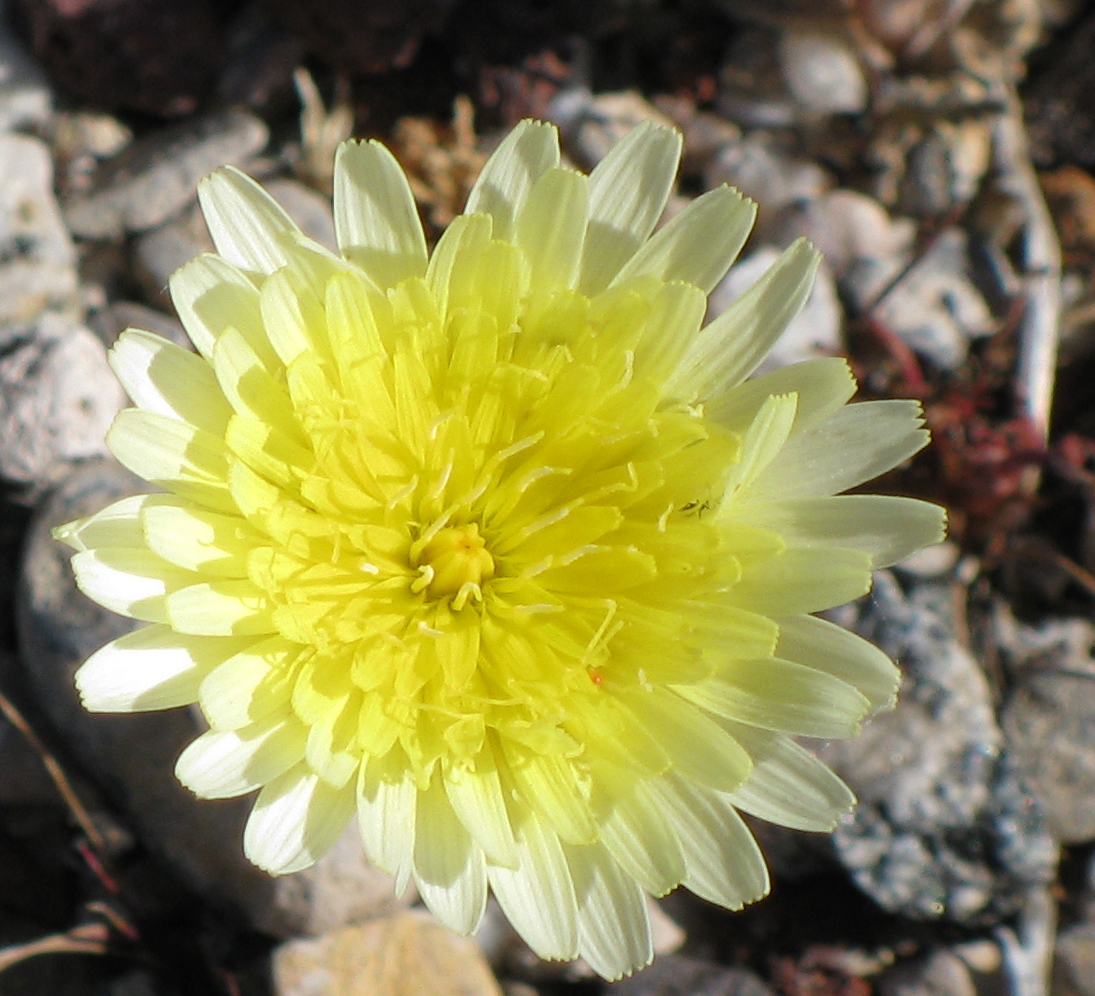
I fiori
Malacothrix glabrata

Habitus. Le specie di questo genere, con cicli biologici annuali o perenni, sono piante non molto alte. Tutte le specie del gruppo sono provviste di latice.
Fusto. I fusti (da 1 a 15 per pianta), in genere eretti e ascendenti (di solito nascono dalle rosette basali); talvolta sono prostrati. La ramificazione è media con superfici glabre (raramente tomentose) o peloso-irsute. Sono presenti peli ghiandolari. Le radici in genere sono di tipo fittonante e/o rizomatoso. Altezza media delle piante: 2 – 70 cm.
Foglie. Sono presenti sia foglie formanti delle rosette basali che cauline con disposizione alterna. Le foglie sono sessili con forme da oblunghe o lanceolate a obovate fino a oblanceolate o spatolate (spesso sono pennato-lobate); i margini sono interi o più o meno dentati: le facce sono generalmente glabre, a volte da pelose o tomentose fino a aracnose.
Infiorescenza. Le sinflorescenze (composte da diversi capolini) in genere sono di tipo corimboso o panicolato (raramente ad un solo capolino). L'infiorescenza vera e propria è composta da un capolini terminale peduncolato. I peduncoli sono liberi o sottesi da un calice composto da 3 - 30 brattee su 1 - 2 serie. La forma delle brattee varia da deltata o lanceolata fino a lineare o subulate; i margini sono ialini; inoltre sono da subuguali a disuguali. I capolini, solamente di tipo ligulifloro, sono formati da un involucro composto da 25 - 80 brattee (o squame) all'interno delle quali un ricettacolo fa da base ai fiori ligulati. L'involucro ha una forma da largamente a strettamente campanulata (a volte sono emisferici) e le brattee sono disposte in 4 - 6 serie (se è presente il calice le brattee sono da 12 a 25 disposte su 2 - 3 serie). La forma delle brattee varia da orbicolata a oblunga, lanceolata, o lanceolata-lineare; in genere sono disuguali. Il ricettacolo, alla base dei fiori, è nudo (senza pagliette), oppure possiede delle fragili setole o è ispido. Diametro dell'involucro: 2 – 22 mm.
Fiori. I fiori (da 15 a 270 per capolino), tutti ligulati, sono tetra-ciclici (ossia sono presenti 4 verticilli: calice – corolla – androceo – gineceo) e pentameri (ogni verticillo ha in genere 5 elementi). I fiori sono ermafroditi, fertili e zigomorfi.
- Formula fiorale:

*/x K {\displaystyle \infty }, [C (5), A (5)], G 2 (infero), achenio
- Calice: i sepali del calice sono ridotti ad una coroncina di squame.
- Corolla: le corolle sono formate da un tubo e da una ligula terminante con 5 denti; il colore è giallo o bianco (a volte nella parte abassiale sono colorate di rossastro o lavanda). Le ligule esterne sono lunghe 1 –15 mm.
- Androceo: gli stami sono 5 con filamenti liberi e distinti, mentre le antere sono saldate in un manicotto (o tubo) circondante lo stilo.[12] Le antere sono codate e allungate con una appendice apicale; i filamenti sono lisci. Il polline è tricolporato e di colore arancio.[13]
- Gineceo: lo stilo è filiforme. Gli stigmi dello stilo sono due divergenti, corti, smussati e ricurvi con la superficie stigmatica posizionata internamente (vicino alla base).[14] L'ovario è infero uniloculare formato da 2 carpelli.

Frutti. I frutti sono degli acheni con pappo. Gli acheni, colorati di bruno scuro, hanno una forma colonnare (fusiforme) con apice troncato e privi di becco (non sono compressi); in alcuni casi gli acheni sono provvisti di 15 coste longitudinali (talvolta 5 sono più evidenti). Il pappo si compone di peli o setole snelle. Il pappo può essere mancante.

## Biologia
- Impollinazione: l'impollinazione avviene tramite insetti (impollinazione entomogama tramite farfalle diurne e notturne).
- Riproduzione: la fecondazione avviene fondamentalmente tramite l'impollinazione dei fiori (vedi sopra).
- Dispersione: i semi (gli acheni) cadendo a terra sono successivamente dispersi soprattutto da insetti tipo formiche (disseminazione mirmecoria). In questo tipo di piante avviene anche un altro tipo di dispersione: zoocoria. Infatti gli uncini delle brattee dell'involucro (se presenti) si agganciano ai peli degli animali di passaggio disperdendo così anche su lunghe distanze i semi della pianta.

## Distribuzione e habitat
La distribuzione è unicamente Americana (America del Nord nord-occidentale) e Sud America (Cile e Argentina).

## Tassonomia
La famiglia di appartenenza di questa voce (Asteraceae o Compositae, nomen conservandum) probabilmente originaria del Sud America, è la più numerosa del mondo vegetale, comprende oltre 23.000 specie distribuite su 1.535 generi, oppure 22.750 specie e 1.530 generi secondo altre fonti (una delle checklist più aggiornata elenca fino a 1.679 generi). La famiglia attualmente (2021) è divisa in 16 sottofamiglie.

### Filogenesi
Il genere di questa voce appartiene alla sottotribù Microseridinae della tribù Cichorieae (unica tribù della sottofamiglia Cichorioideae). In base ai dati filogenetici la sottofamiglia Cichorioideae è il terz'ultimo gruppo che si è separato dal nucleo delle Asteraceae (gli ultimi due sono Corymbioideae e Asteroideae). La sottotribù Microseridinae fa parte del "quinto" clade della tribù; in questo clade insieme alla sottotribù Cichoriinae forma un "gruppo fratello".
I seguenti caratteri sono distintivi per la sottotribù:
- il polline è colorato di arancio;
- la distribuzione è relativa al Nuovo Mondo.

Il genere di questa voce, nell'ambito filogenetico della sottotribù, occupa una posizione abbastanza centrale e vicina al genere Atrichoseris (insieme formano un "gruppo fratello"). Alcuni Autori, considerando l'estensione della sottotribù, l'hanno suddivisa in 8 entità (o alleanze) informali. Il genere di questa voce è stato associato al gruppo Alleanza Malacothrix formata da Anisocoma, Atrichoseris, Calycoseris e Malacothrix. Il genere di questa voce in precedenti classificazioni era descritto all'interno della sottotribù (non più valida) Malacothricinae.
I caratteri distintivi per le specie di questo genere sono:
- i capolini hanno numerosi fiori;
- il ricettacolo possiede delle pagliette o scaglie;
- la forma degli acheni è colonnare.

Il numero cromosomico della specie è: 2n = 14, 16 e 18 (specie diploidi e tetraploidi).

### Elenco delle specie
Questo genere ha 19 specie:
- Malacothrix californica DC.
- Malacothrix clevelandii  (Greene) A.Gray
- Malacothrix coulteri  Harv. & A.Gray
- Malacothrix fendleri  A.Gray
- Malacothrix floccifera  S.F.Blake
- Malacothrix foliosa  A.Gray
- Malacothrix glabrata  A.Gray
- Malacothrix incana  Torr. & A.Gray
- Malacothrix indecora  Greene
- Malacothrix junakii  W.S.Davis
- Malacothrix phaeocarpa  W.S.Davis
- Malacothrix saxatilis  Torr. & A.Gray
- Malacothrix similis  W.S.Davis & P.H.Raven
- Malacothrix sonchoides  (Nutt.) Torr. & A.Gray
- Malacothrix sonorae  W.S.Davis & P.H.Raven
- Malacothrix squalida  Greene
- Malacothrix stebbinsii  W.S.Davis & P.H.Raven
- Malacothrix torreyi  A.Gray
- Malacothrix xanti  A.Gray

### Sinonimi
Sono elencati alcuni sinonimi per questa entità:
- Leptoseris Nutt., 1841
- Leucoseris  Fourr., 1868
- Malacolepis  A.Heller, 1906
- Malacomeris  Nutt., 1841